# Weiße Trüffel
Die Weiße Trüffel (Tuber magnatum), auch Herrentrüffel, Piemont- oder Alba-Trüffel (italienisch Tartufo bianco del Piemonte bzw. Tartufo bianco di Alba) oder bisweilen Tartufo bianco di Acqualagna genannt, ist eine aus Südeuropa stammende Echte Trüffel, die zu den teuersten Lebensmitteln der Welt gehört.

## Merkmale
Ihre Fruchtkörper reifen von September bis Anfang Januar als hypogäische (in der Humusschicht des Bodens lebende) Ascokarpe aus sehr eng ineinander verflochtenen Zellfäden, die in einer Tiefe von etwa 5 bis 30 Zentimetern eine meist unregelmäßige, gelappte, kugelig-abgeflachte Form bilden, die häufig die Größe eines kleinen Apfels erreicht, in Extremfällen unter perfekten Bedingungen aber auch deutlich über ein Kilogramm wiegen können. Die blassgelbe bis mitunter grünliche Trüffelhaut erscheint glatt, hat aber kleine Papillen. Das Trüffelinnere ist von fester, solider, seifiger Konsistenz und bei jungen Trüffeln zunächst weißlich bis blass gelb, später wird es ocker- bis rot-braun oder hat im Fleisch rote Flecken. Die Farbe des von zahlreichen gewundenen dünnen weißlichen Adern marmorierten Fruchtfleisches hängt entscheidend von der Baumart ab, mit der die Trüffel in Symbiose lebt: Bei Pappeln oder Weiden wird es hellgelb bis fast weiß, bei Eichen hellbraun und bei Linden hellbraun bis rötlich.

## Artabgrenzung
Die Weiße Trüffel ist der weniger geschätzten Frühlingstrüffel (Tuber borchii) ähnlich, die auch als Weißliche Trüffel, Weiße Pico-Trüffel oder Märztrüffel, italienisch Tartufo Bianchetto bzw. Marz(ai)uolo bekannt ist. Letztere ist insbesondere in fortgeschrittenen Altersstadien dunkler beige, verströmt einen weniger intensiven Knoblauchgeruch und wird von Januar bis in den frühen April gefunden, mit einem namensgebenden Maximum im März.

## Verbreitung
Vorkommen wurden bislang im Piemont, der Emilia-Romagna, in den Marken, in Umbrien, der Toskana, den Abruzzen, dem Latium, in Venetien, Istrien, Dalmatien sowie dem nördlichen Périgord gefunden. Kolportierte qualitative Unterschiede konnten bislang nicht nachgewiesen werden. Sämtliche Versuche von Kultivierungen blieben bislang erfolglos.

## Nutzung
Erstmals wissenschaftlich beschrieben hat sie 1788 der Turiner Arzt Vittorio Pico, der ihr den Namen „Trüffel der Mächtigen“ gab. Eine wichtige Rolle für die Kommerzialisierung spielte der Koch und Hotelier Giacomo Morra aus Alba, der es mit seiner Idee, jedes Jahr das schönste gefundene Exemplar an international bekannte Persönlichkeiten zu verschenken, schaffte, den Bekanntheitsgrad der von ihm Weiße Trüffel von Alba genannten Marke zu etablieren. Auf den „König der Trüffel“, wie er schon in den 1930er-Jahren von der Times bezeichnet wurde, geht auch der alljährlich stattfindende Trüffelmarkt von Alba zurück.
Das Aroma der Weißen Trüffel wird mit einem intensiven Geruch nach Knoblauch, Schalotten und Weichkäse beschrieben. Da sie im Gegensatz zur Perigord-Trüffel sehr schnell ihr Aroma beim Kochen verliert, wird sie meist roh in hauchdünnen, über die Speisen gehobelten Scheiben serviert.

## Galerie

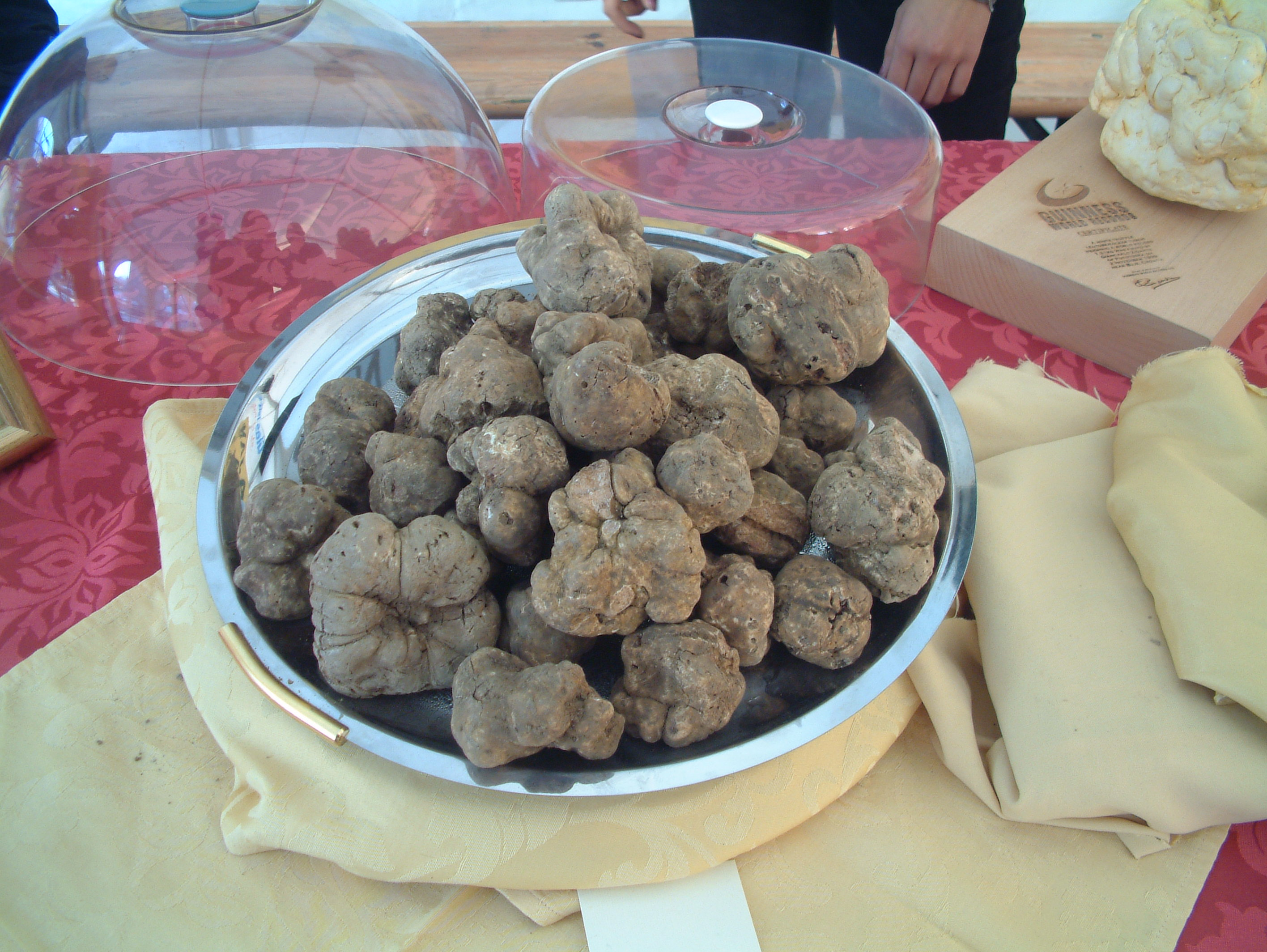
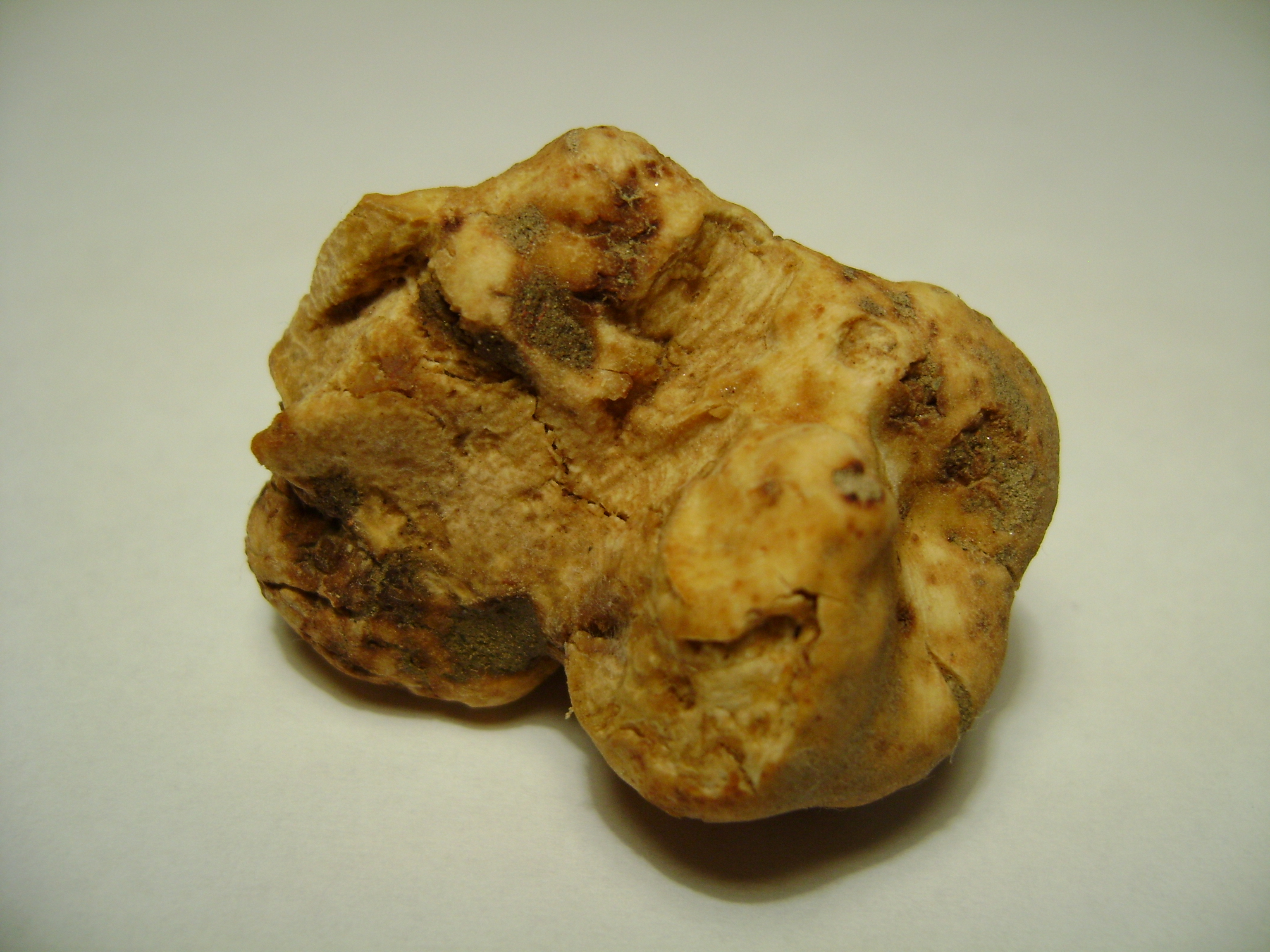
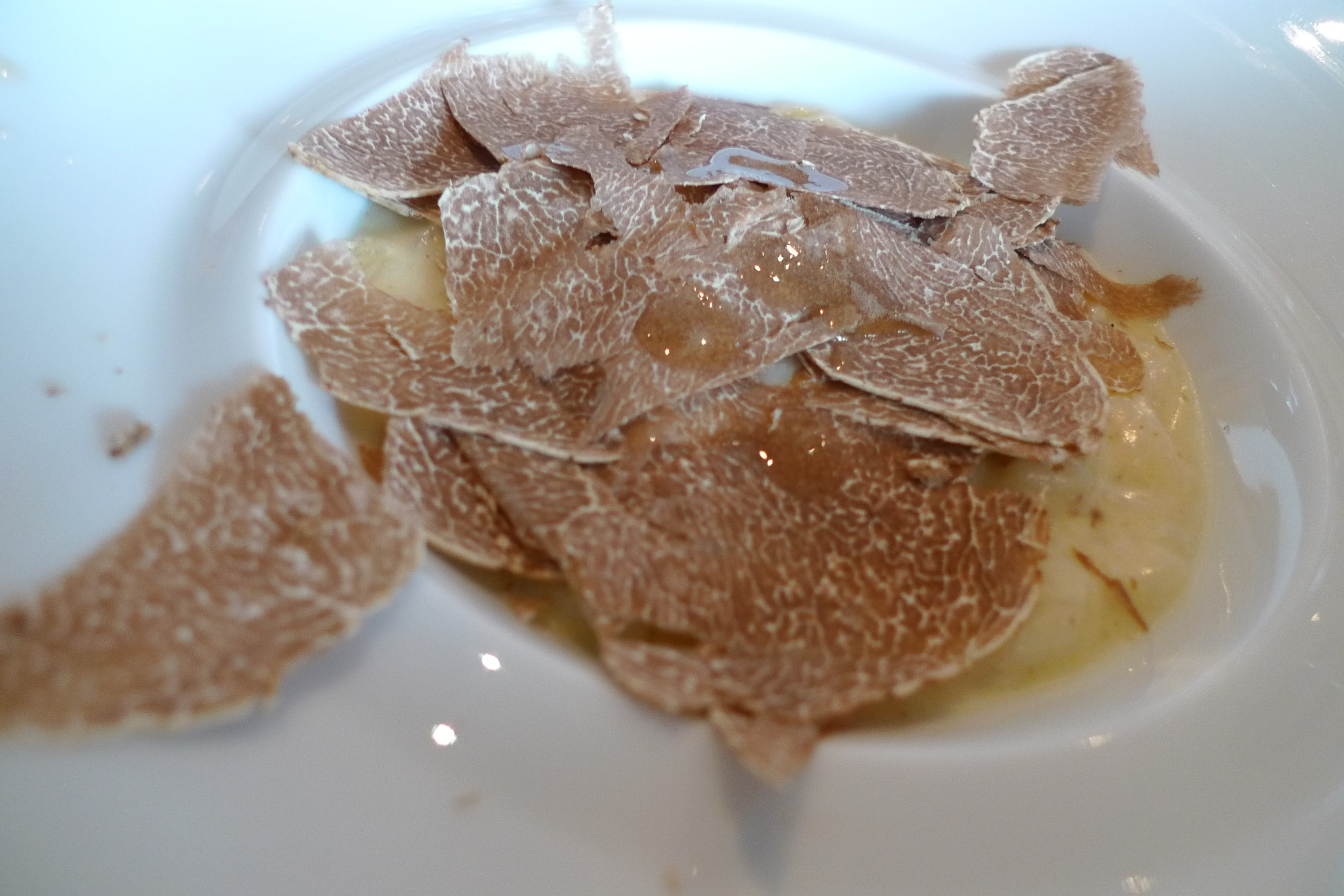
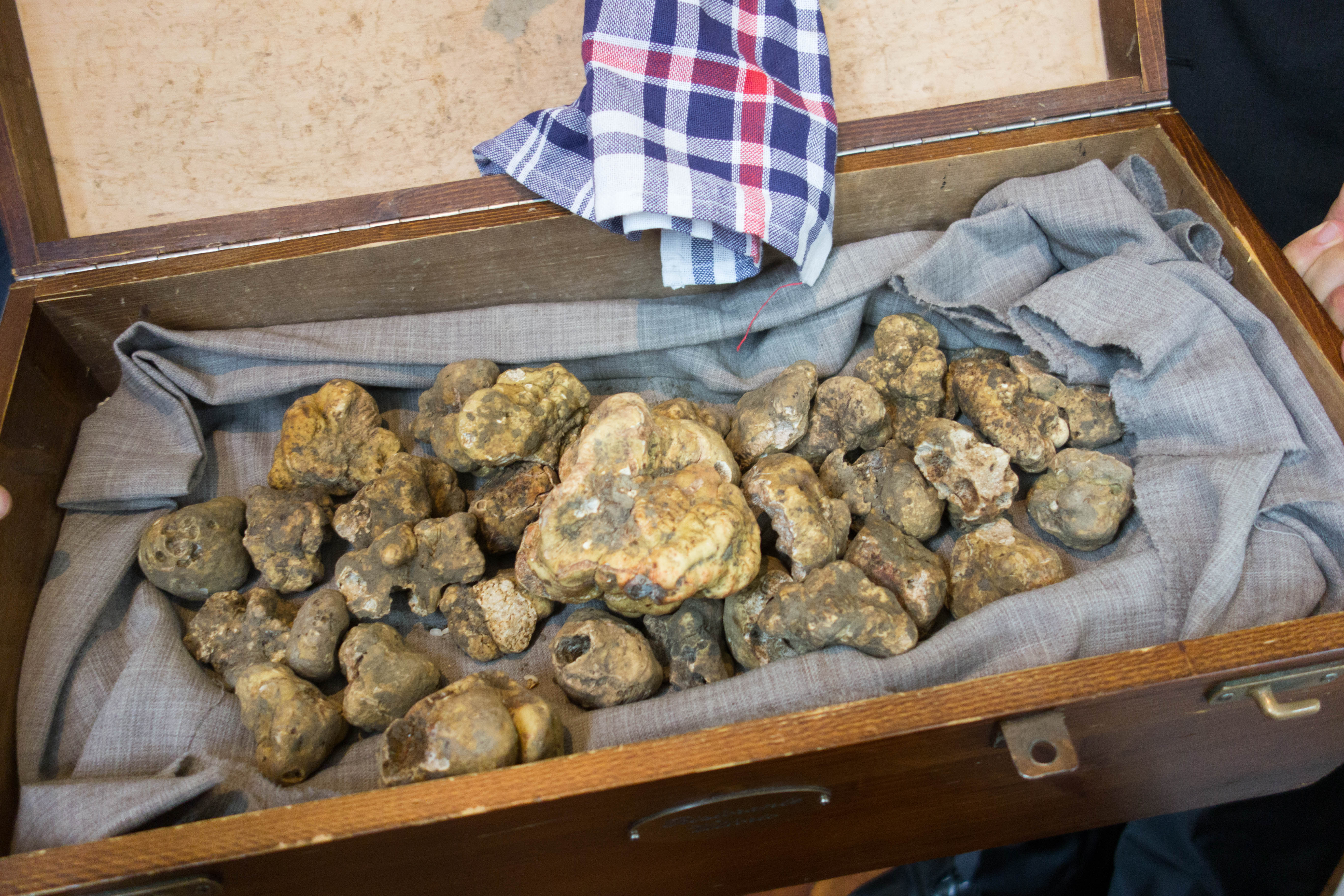